# Río Hondo (Los Santos)
Río Hondo es un corregimiento ubicado en el distrito de Las Tablas en la provincia panameña de Los Santos. En el año 2010 tenía una población de 206 habitantes y una densidad poblacional de 6,4 personas por km².

## Actividades de subsistencia
La mayoría de estas familias se dedican a la ganadería para producción de leche, y siembra de arroz, maíz, cría de gallinas y pesca del camarón para el consumo.

## Escuela
Escuela Ofelia C. de Acevedo.
Se le atribuye este nombre debido a qué era el nombre de la primera maestra que laboró en este plantel.
En esta escuela hay solamente alrededor de 10 estudiantes debido a que la mayoría son enviados a la escuela del corregimiento de las trancas en el distrito de Guararé.
A pocos metros está la iglesia.

## Río

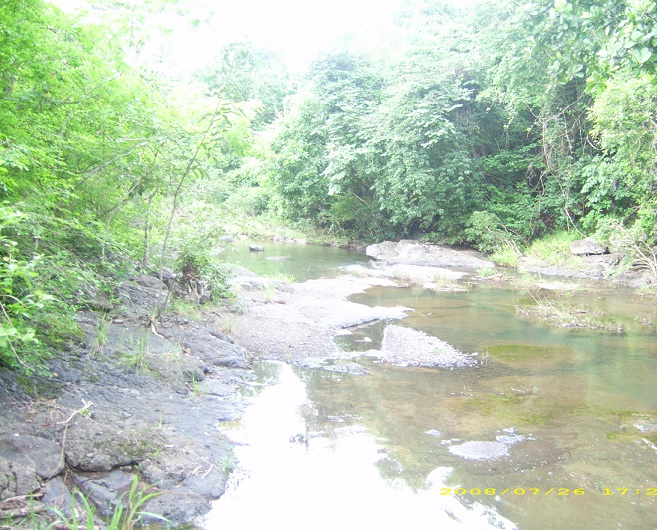
Río Hondo

Su río es el motivo de su nombre ya este se llama "Río Hondo"; pero las personas del lugar han decidido nombrarlo de varias formas según partes; las más conocidas son: "el río del bajo de Río Hondo" y "el del Copé".
El Río Hondo según los residentes es el que se encuentra abajo del puente.

## Comunicación
No hay cable telefónico para teléfono fijo sin embargo llega la señal de telefonía móvil de +Móvil y Digicel, próximamente Movistar. También hay un teléfono público al lado de la Iglesia.

## Deporte
Cuenta con un pequeño campo que utilizan para jugar béisbol todas las tardes.